# Svatý Kříž
Svatý Kříž este o arie protejată (arie specială de conservare — SAC, sit de importanță comunitară — SCI) din Republica Cehă întinsă pe o suprafață de 7,12 ha, integral pe uscat.

## Localizare
Centrul sitului Svatý Kříž este situat la coordonatele 48°50′50″N 14°11′57″E / 48.847222°N 14.199167°E.

## Înființare
Situl Svatý Kříž a fost declarat sit de importanță comunitară în aprilie 2005 pentru a proteja 1 specie de plante. Situl a fost protejat și ca arie specială de conservare în iulie 2012.

## Biodiversitate
Situată în ecoregiunea continentală, aria protejată nu include niciun habitat protejat.
La baza desemnării sitului se află o specie protejată de  plante: Gentianella bohemica.